# Пьеве-а-Ниеволе
Пьеве-а-Ниеволе (итал. Pieve a Nievole) — коммуна в Италии, располагается в регионе Тоскана, в провинции Пистоя.
Население составляет 9 194 человека (31-5-2019), плотность населения составляет 725,65 чел./км². Занимает площадь 12,67 км². Почтовый индекс — 51018. Телефонный код — 0572. Между Пьеве-а-Ниеволе и Монсуммано-Терме протекает водоток Ньеволе
Покровителем коммуны почитается апостол и евангелист Марк, празднование 25 апреля.

## Демография
Динамика населения:

## Администрация коммуны
- Официальный сайт: http://www.comune.pieve-a-nievole.pt.it/

## Примечание
1. ↑  Statistiche demografiche ISTAT. demo.istat.it. Дата обращения: 2 декабря 2019. Архивировано из оригинала 24 июля 2019 года.